# Хондрин
Хондрин — вещество, получаемое из хрящей путём их кипячения и превращающееся в желе при охлаждении. Xондрин не растворяется, но только разбухает в воде. Отличается от муцина меньшим набуханием в воде и другими химическими реакциями, от глутина — слабым свертывающими действием на него танина. Xондрин отклоняет влево плоскость поляризации. При гниении дает в числе продуктов разложения лейцин, но гликоколя и тирозина не дает. При долгом кипячении в воде хондрин расщепляется, по Ландверу, на желатин и животный клей. Мороховец полагает, что хондрин есть смесь желатина и муцина, Ландвер же думает, что в состав хондрина входят желатин, животный клей и еще какое-то третье вещество, которое он не успел еще выделить. Во всяком случае, этим легко объяснился бы факт превращения хондрина в желатин при процессе окостенения. Хондригенное вещество находится в постоянных хрящах, в окостеневающих хрящах, в роговице и некоторых патологических новообразованиях, напр. в энхондромах.